# Samtgemeinde Eschede
La Samtgemeinde Eschede era una comunità amministrativa (Samtgemeinde) della Bassa Sassonia, in Germania.

## Storia
La Samtgemeinde Eschede fu soppressa il 1º gennaio 2014; contemporaneamente tutti i comuni che la componevano vennero riuniti in un unico comune, denominato Eschede dal nome del maggiore di essi.

## Suddivisione
Al momento dello scioglimento, la Samtgemeinde Eschede comprendeva 4 comuni:
- Eschede
- Habighorst
- Höfer
- Scharnhorst